# Retraite-chapeau
 (février 2015).
Une retraite-chapeau est une retraite financée intégralement par l'entreprise qui est exonérée, actuellement en France, de cotisations sociales et de la contribution sociale généralisée. Selon les définitions établies, il s'agit d'un système collectif de pension à prestations définies réservé à certains mandataires sociaux ou aux cadres supérieurs ou encore à certaines catégories de salariés. Parmi les outils de la rémunération globale, il s'agit du plus fidélisant à long terme, l'avantage de retraite supplémentaire n'étant acquis qu'en cas de présence dans l'entreprise jusqu'au jour de la retraite.
Les retraites chapeaux, encore dites supplémentaires ou sur-complémentaires, font partie des systèmes de retraite géré en capitalisation, c'est-à-dire avec constitution de réserves financières, par opposition aux systèmes de retraite gérés en répartition.Les provisions mathématiques accumulées pendant les années de service doivent permettre le service d'une rente viagère à partir de la cessation d'activité, éventuellement réversible au conjoint. Le niveau des rentes est généralement déterminé, contractuellement, en fonction des salaires des dernières années (incluant la partie variable ou non). L'organisation et le contrôle d'un régime collectif de retraite à prestations définies est confié pour les sociétés cotées au comité de rémunération du conseil d'administration ou du conseil de surveillance. Celui-ci peut également mettre en place un régime de retraite à cotisations définies qui ne donne pas de garantie de niveaux des pensions. Les fonds de pension comprennent l'ensemble des régimes de retraite à cotisations définies et à prestations définies et figurent parmi les principaux investisseurs institutionnels dans le monde. Les fonds de pension détiennent 1/3 de la capitalisation mondiale « actions ».

## Système juridique et fiscal
La retraite-chapeau est soumise à une contribution au fonds de solidarité vieillesse de 12 à 24 %. Le montant des pensions est garanti sur la base des trois derniers salaires (primes comprises).
Le projet élaboré par Éric Woerth visait à taxer les bénéficiaires à hauteur de 14 %. En novembre 2013, elle est taxée à 68 %, qui pourrait augmenter si la taxe à 75 % est votée.
Ce dispositif vise à compenser la fin d'activité des dirigeants ; en effet, au-delà de 8 fois le plafond de la Sécurité sociale, le montant de la rémunération n'est plus pris en compte pour le calcul des pensions classiques (Sécurité sociale, Agirc et Arrco).
Approuvé par le deuxième gouvernement Jean-Marc Ayrault, le code Afep-Medef encadre les décisions concernant les retraites-chapeau, les entreprises ayant la possibilité de s'autoréguler sur ce sujet,.
Le code de commerce contient diverses dispositions relatives aux systèmes de retraite gérés en capitalisation. On trouve l'application des règles de transparence dans les documents annuels de référence déposés par les sociétés cotées auprès de l'AMF, en particulier dans les notes comptables et les dispositions relatives à la gouvernance.
Contrairement aux retraites gérées en cotisations définies, les retraites chapeaux impliquent l'inscription d'un passif social à la charge de l'entreprise employeur, dont l'évaluation, le contrôle et la gouvernance reposent sur certaines normes comptables internationales (de type IFRS ou FASB)

## Le droit existant
Le terme « retraites-chapeau » recouvre en fait plusieurs régimes juridiques différents :
1. Les régimes de retraite supplémentaire à prestations définies dans leur ensemble : ce sont des régimes par lesquels un employeur s'engage directement à verser à ses salariés un complément de retraite sous forme de rente viagère et dont le montant est fixé contractuellement. Ces régimes sont couramment désignés sous l'appellation « régimes article 39 » en référence à l'article du code général des impôts qui définit les règles de déductibilité fiscale des charges des entreprises.
2. Les régimes de retraite supplémentaire différentielle à prestations définies. La rente perçue dans les systèmes de retraites à prestations définies peut être additionnelle ou différentielle. Dans ce dernier cas, les régimes garantissent aux bénéficiaires un niveau de retraite global, tous régimes confondus.
3. Les régimes de retraite supplémentaire à prestations définies et à droits aléatoires : le droit à prestations est conditionné à l'achèvement de la carrière du bénéficiaire dans l'entreprise. Il existe donc un aléa quant au versement des rentes qui peuvent être additionnelles ou différentielles. Si le salarié, ou le mandataire social, n'achève pas sa carrière dans l'entreprise, il ne perçoit pas cette retraite supplémentaire. Ces régimes relèvent de l'article L. 137-11 du code de la sécurité sociale qui détermine le régime social des versements de l'employeur.

## Pratiques
Les multinationales françaises ont généralisé le régime dérogatoire de retraite-chapeau : 761 présidents et directeurs généraux en bénéficient actuellement ; les trente retraite-chapeau les mieux payées toucheraient 720 000 € en moyenne au 1er janvier 2010.
Placés sous la décision et le contrôle des comités de rémunération, les régimes de retraite à prestations définies pose de délicats problèmes de gouvernance en raison des normes comptables applicables sur un plan international (FASB 87 et IAS 19). Les décisions désormais rendues publiques doivent se conformer à des principes généraux de transparence(Say on pay ou comply or explain) ou à des codes de type AFEP-Medef pour la France. L'Autorité des Marchés Financiers fait un rapport annuel pour les sociétés cotées en France.
D'importants progrès restent à réaliser en ce qui concerne les critères d'attribution des retraites chapeaux, leurs modes de gestion financière et la cohérence globale des rémunérations sur un plan transnational.